# اپی ژنتیک آلزایمر

## آلزایمر
بیماری آلزایمر (AD) شایع ترین نوع زوال عقل در میان سالمندان است. این بیماری از نظر رفتاری با کاهش مزمن و پیشرونده در عملکرد شناختی، که با از دست دادن حافظه کوتاه مدت شروع می شود، و از نظر عصبی با تجمع پروتئین تاو نادرست و گره های نوروفیبریلاری مرتبط، و با پلاک های پیری آمیلوئید-بتا، پلاک های پیری آمیلوئید-بتا مشخص می شود. چندین عامل ژنتیکی به عنوان کمک کننده به AD شناسایی شده اند، از جمله جهش در پروتئین پیش ساز آمیلوئید (APP) و ژن های پرسنیلین 1 و 2، و وراثت خانوادگی آلل آپولیپوپروتئین E اپسیلون 4. علاوه بر این عوامل رایج، تعدادی از  ژن های دیگری که بیان تغییر یافته را در بیماری آلزایمر نشان داده اند وجود دارند، که برخی از آنها با عوامل اپی ژنتیک مرتبط هستند.

### عوامل اپی ژنتیک
ncRNA
ncRNA  که آنتی سنس از یک اینترون در ژن آنزیم شکافنده بتا آمیلوئید، BACE1  رمزگذاری شده است، در AD نقش دارد. 
این  ncRNA، BACE1-AS (برای آنتی سنس)، که با اگزون 6 BACE1 همپوشانی دارد، در افزایش پایداری رونوشت mRNA ژن BACE1 نقش دارد. همانطور که از نام آن ژن پیداست، BACE1  یک پروتئین آنزیمی است که پروتئین پیش ساز آمیلوئید را به فرم نامحلول آمیلوئید بتا می شکافد، که سپس به پلاک های پیری تبدیل می شود. با افزایش پایداری mRNA ژن BACE1 ناشی از BACE1-AS، mRNA BACE1  بیشتری برای ترجمه به پروتئین BACE1 در دسترس است.
miRNA
عواملی که به طور مداوم نقشی در پیشرفت AD دارند نشان داده نشده است.miRNA ها از طریق مهار ترجمه یا دخالت در مسیرهای RNAi در خاموش کردن ژن پس از رونویسی نقش دارند. برخی از مطالعات نشان می‌دهد که miRNA-146a که به طور متفاوت بیان کینازهای مرتبط با اینترلوکین-1R  مرتبط با سیستم ایمنی عصبی IRAK1 و IRAK2 را در مغز AD انسان تنظیم می‌کند، در حالی که سایر مطالعات نشان‌دهنده تنظیم مثبت یا کاهشی miRNA-9 در مغز است.
متیلاسیون DNA
در موارد بیماری آلزایمر، هیپومتیلاسیون جهانی DNA و هیپرمتیلاسیون اختصاصی ژن مشاهده شده است، اگرچه یافته ها بین مطالعات، به ویژه در مطالعات مغز انسان، متفاوت بوده است. به طور فرضی، هیپومتیلاسیون جهانی باید با افزایش جهانی در رونویسی همراه باشد، زیرا جزایر CpG در پروموتورهای ژن شایع‌ترین هستند. با این حال، هایپرمتیلاسیون اختصاصی ژن نشان می دهد که این ژن های هیپرمتیله شده توسط علائم متیلاسیون سرکوب می شوند. به طور کلی، هیپرمتیلاسیون سرکوب‌کننده ژن‌های مرتبط با یادگیری و حافظه همراه با هیپومتیلاسیون سرکوب‌کننده ژن‌های التهاب عصبی و ژن‌های مرتبط با بیان پاتولوژیک بیماری آلزایمر مشاهده شده است. کاهش متیلاسیون در نورون‌های نئوکورتکس گیجگاهی مرتبط با حافظه بلندمدت در دوقلوهای تک تخمکی مبتلا به آلزایمر در مقایسه با دوقلوهای سالم مشاهده شده است. هیپومتیلاسیون جهانی دی نوکلئوتیدهای CpG نیز در هیپوکامپ و در لایه دوم قشر انتورینال بیماران مبتلا به AD انسان مشاهده شده است. که هر دو مستعد آسیب شناسی AD هستند. این نتایج که با کاوش با روش‌های ایمونواسی به دست آمده‌اند، با مطالعاتی که توالی DNA را با توالی‌یابی بی سولفیت، یک تکنیک تبدیل CpG که به وضعیت متیلاسیون CpG حساس است، که در آن هیپومتیلاسیون جهانی مشاهده شده است، به چالش کشیده‌اند.

COX-2
در سطح ژن فردی، هیپومتیلاسیون و در نتیجه کاهش COX-2 رخ می دهد که مهار آن التهاب و درد را کاهش می دهد، و هیپرمتیلاسیون BDNF، یک عامل نوروتروفیک مهم برای حافظه طولانی مدت است.
بیان CREB، یک فاکتور رونویسی وابسته به فعالیت که در تنظیم BDNF در میان بسیاری از ژن‌های دیگر نقش دارد، همچنین نشان داده شده است که در مغزهای AD سرکوب می‌شود و رونویسی BDNF را بیشتر کاهش می‌دهد. علاوه بر این، سیناپتوفیزین (SYP)، ژن اصلی کد کننده پروتئین وزیکول سیناپسی، نشان داده شده است که هیپرمتیله شده و در نتیجه سرکوب می شود، و فاکتور رونویسی  NF-κB، که در سیگنال دهی ایمنی نقش دارد، نشان داده شده است که هیپومتیله شده و در نتیجه سرکوب می شود.
روی هم رفته، این نتایج نقش اختلال در تنظیم ژن‌های دخیل در یادگیری و حافظه و انتقال سیناپسی و همچنین در پاسخ ایمنی را روشن کرده است.
هیپومتیلاسیون
در پروموترهای پرسنیلین 1، GSK3 بتا، که پروتئین تاو را فسفریله می‌کند، و BACE1، آنزیمی که APP را به فرم آمیلوئید بتا می‌شکند، مشاهده شده است که به نوبه خود به پلاک‌های سالخوردگی نامحلول تبدیل می‌شود.
هایپرمتیلاسیون سرکوب کننده ناشی از آمیلوئید بتا در پروموتر NEP، ژن نپری لیزین، که آنزیم اصلی پاکسازی آمیلوئید بتا در مغز است، مشاهده شده است.
این سرکوب NEP می تواند منجر به تجمع پلاک های پیری شود. همراه با افزایش مشاهده شده در مغزهای AD BACE1-AS و افزایش متناظر در پروتئین BACE1 و آمیلوئید بتا، سطوح متعددی از تنظیم اپی ژنتیکی ممکن است در کنترل تشکیل آمیلوئید بتا، پاکسازی یا تجمع، و رسوب پلاک پیری نقش داشته باشد.
ممکن است اثری از سن در سطوح متیلاسیون DNA در پروموتورهای ژنی خاص وجود داشته باشد، زیرا یک مطالعه سطوح بیشتری از متیلاسیون را در پروموتورهای APP در بیماران مبتلا به AD تا 70 سال نشان داد، اما سطوح کمتر متیلاسیون را در بیماران بالای 70 سال نشان داد.
مطالعات بر روی متیلاسیون دی‌ان‌ای دیفرانسیل در مغز AD انسان، احتمالاً به دلیل درجه بالایی از تنوع بین افراد و ترکیبات متعددی از عواملی که ممکن است منجر به AD شود، تا حد زیادی بی‌نتیجه باقی مانده است.
علائم هیستون
استیلاسیون بقایای لیزین در دم هیستون معمولاً با فعال سازی رونویسی همراه است، در حالی که استیل زدایی با سرکوب رونویسی همراه است. مطالعات کمی در مورد بررسی علائم هیستون خاص در AD وجود دارد. این مطالعات کاهش استیلاسیون لیزین‌های 18 و 23 را در دم‌های N ترمینال هیستون 3 (به ترتیب H3K18 و H3K23) و افزایش HDAC2  در مغزهای AD روشن کرده‌اند - هر دو علامت مربوط به سرکوب رونویسی هستند.
کاهش شناختی مرتبط با افزایش سن با کاهش استیلاسیون H4K12 مرتبط است، یک اثر شناختی که با القای این علامت در موش ها بازسازی شد.

### درمان ها
درمان برای پیشگیری یا مدیریت بیماری آلزایمر دردسرساز شده است زیرا این بیماری مزمن و پیشرونده است و بسیاری از داروهای اپی ژنتیک در سطح جهانی و نه به شیوه‌ای خاص برای ژن عمل می کنند.
مانند سایر درمان‌های بالقوه برای پیشگیری یا بهبود علائم  AD، این درمان‌ها برای بهبودی کامل مؤثر نیستند، بلکه فقط علائم بیماری را به طور موقت بهبود می‌بخشند، که بر ماهیت مزمن و پیشرونده AD و تنوع متیلاسیون در مغزهای AD  تأکید می‌کند.
فولات و سایر ویتامین های گروه  B 
ویتامین های B در مسیر متابولیکی که منجر به تولید SAM می شود، نقش دارند. SAM دهنده گروه متیل است که توسط DNA متیل ترانسفرازها (DNMTs) برای متیله کردن CpGها استفاده می شود. با استفاده از مدل های حیوانی، Fuso و همکاران. ترمیم متیلاسیون را در پروموترهای قبلی هیپومتیله شده پرسنیلین 1، BACE1 و APP نشان داده اند - یک اصلاح اپی ژنتیکی فرضی پایدار که باید آن ژن ها را سرکوب کند و پیشرفت AD را کند کند. همچنین نشان داده شده است که مکمل غذایی SAM باعث کاهش استرس اکسیداتیو و تأخیر در ایجاد علائم بارز عصبی AD مانند آمیلوئید بتا و پروتئین تاو فسفریله در موش‌های تراریخته AD می‌شود.

درمان های هدایت شده با هیستون
اگرچه تعداد مطالعات مربوط به علائم هیستون در مغز AD کم است، اما مطالعات متعددی به اثرات HDACis در درمان بیماری آلزایمر پرداخته است. مهارکننده های HDAC کلاس I و II مانند تریکوستاتین A، vorinostat  و سدیم بوتیرات و HDACis کلاس III مانند نیکوتین آمید، در درمان علائم در مدل های حیوانی AD موثر بوده اند. در حالی که به عنوان یک روش درمانی در مدل های حیوانی امیدوار کننده است، مطالعاتی در مورد اثربخشی طولانی مدت HDACis و آزمایش های انسانی هنوز انجام نشده است.
بوتیرات سدیم
سدیم بوتیرات HDACi کلاس I و II است و نشان داده شده است که یادگیری و حافظه را پس از 4 هفته بازیابی می کند، پروتئین تاو فسفریله شده را کاهش می دهد و تراکم ستون فقرات دندریتیک را در هیپوکامپ موش های تراریخته AD بازیابی می کند. استیلاسیون هیستون ناشی از کاربرد پراکنده سدیم بوتیرات به ویژه در هیپوکامپ شایع است و ژن های دخیل در یادگیری و حافظه افزایش استیلاسیون را در موش های AD تحت درمان با این دارو نشان دادند.